# Liza Minnelli
Liza May Minnelli (12 de março de 1946 em Los Angeles, Califórnia) é uma atriz e cantora americana, que se tornou mundialmente conhecida em 1972 por sua interpretação de Sally Bowles no filme musical Cabaret. Ela é filha da atriz Judy Garland e do diretor Vincente Minnelli.
Nos anos 1960, ela começou a atuar no teatro musical, principalmente em Nova York, e ganhou destaque por suas apresentações em casas noturnas, tornando-se uma intérprete versátil de canções do Great American Songbook. Especialmente as músicas de John Kander e Fred Ebb serviram como base para diversos de seus programas de concerto nas décadas seguintes. Minnelli estrelou vários musicais desse duo nos palcos, incluindo Flora the Red Menace (1965) e The Act (1977/78).
Após receber elogios da crítica por seu papel na adaptação cinematográfica de The Sterile Cuckoo (1969) e sua premiada atuação em Cabaret (1972), Minnelli obteve sucesso com a comédia Arthur (1981). 
Como cantora, gravou 12 álbuns de estúdio e fez especiais musicais de televisão como Liza with a ‘Z’ (1972), além de turnês internacionais. Seus concertos mais notáveis incluem apresentações na Carnegie Hall em 1979 e 1987, além da Radio City Music Hall em 1991 e 1992. Minnelli colaborou com artistas como sua mãe Judy Garland, Charles Aznavour, Frank Sinatra, Sammy Davis Jr., Billy Stritch e os Pet Shop Boys. 
Minnelli é detentora do Oscar, Emmy, Grammy, Tony e do Globo de Ouro, os cinco principais prêmios da indústria cinematográfica, televisiva, musical, teatral e jornalística dos Estados Unidos. Biógrafos como Scott Schechter (2004), Michael Freedland (1990) e Wendy Leigh (1995) a consideram uma das artistas de entretenimento mais queridas e populares em vida.

## Vida e obra

### Vida familiar e privada
Liza May Minnelli é filha da atriz e cantora Judy Garland (1922–1969) e do diretor Vincente Minnelli (1903–1986). Ela nasceu em 12 de março de 1946 no Cedars of Lebanon Hospital em Los Angeles, sendo nomeada após a canção Liza (All the Clouds’ll Roll Away) de Gershwin e sua avó paterna, que se chamava May. Seus padrinhos foram o casal artístico Kay Thompson e William Spier. Ela manteve um relacionamento próximo com Thompson até a morte desta em 1998 e foi citada como inspiração para a série de livros infantis de Thompson, Eloise. Após o divórcio de seus pais em 1951, Liza passou alternadamente seis meses com Vincente Minnelli e Judy Garland. Ela descreveu sua mãe como rígida e ambiciosa, enquanto em relação ao pai ela afirmou: "Eu herdei minha determinação da minha mãe e meus sonhos do meu pai."
Em 1952, Judy Garland se casou com o produtor Sidney Luft, com quem teve dois filhos, Lorna Luft (1952) e Joseph (apelidado de "Joey") Luft (1955). Lorna Luft também se tornou atriz e cantora, mas nunca alcançou fama internacional como sua meia-irmã Liza ou sua mãe Judy. Do segundo casamento de seu pai Vincente com Georgette Magnani, nasceu a meia-irmã de Liza, Christiane Nina (apelidada de "Tina Nina") Minnelli, em 1955.
Em 1967, Liza Minnelli casou-se com o compositor e entertainer australiano Peter Allen (1944–1992), a quem ela havia conhecido em 1964 como protegido de sua mãe. O casal se separou em 1970 e se divorciou em 1972. Allen, que faleceu em 1992 devido a complicações da AIDS, posteriormente descreveu o relacionamento como tensa desde o início, mas eles mantiveram uma amizade. Em 1972/73, Minnelli esteve noiva de Desi Arnaz Junior, ao mesmo tempo que estava envolvida com Peter Sellers. A mãe de Arnaz, Lucille Ball, desaprovou o relacionamento de Minnelli com seu filho. De 1974 a 1979, ela foi casada com o diretor e produtor Jack Haley Junior (1933–2001), filho do ator Jack Haley, que atuou ao lado de Judy Garland em The Wizard of Oz em 1939. O casamento acabou em divórcio devido a casos extraconjugais. Entre 1976 e 1978, Minnelli teve relacionamentos com Martin Scorsese e Mikhail Baryshnikov.
No final dos anos 1970, Minnelli era frequentadora assídua do Studio 54. Foi nessa época que ela conheceu o escultor Mark Gero (1952) e o tornou seu empresário pessoal. Eles se casaram em 1979, mas se separaram temporariamente no meio dos anos 1980 e se divorciaram em 1992. Devido a problemas com álcool e medicações, Minnelli entrou no Betty Ford Center em 1984 e na Hazelden Clinic em Minnesota em 1985 para reabilitação, processos que receberam atenção pública. Em uma entrevista de 2002, Minnelli revelou ter sofrido cinco abortos espontâneos. Em 1994, ela passou por uma cirurgia para implantação de uma prótese de quadril. Em 1997, ela teve que fazer uma cirurgia nas cordas vocais. Devido a uma encefalite grave, ela foi hospitalizada em outubro de 2000, dependendo temporariamente de uma cadeira de rodas nos meses seguintes e enfrentando distúrbios de fala. Ela passou por várias cirurgias para implante de uma segunda prótese de quadril e uma prótese de joelho; sua continuação na carreira parecia incerta inicialmente. Durante sua recuperação prolongada, ela recebeu aulas de dança e canto para superar as sequelas da doença.
Em março de 2002, Minnelli casou-se com o produtor e promotor de concertos David Gest (1953–2016), com Elizabeth Taylor e Michael Jackson como testemunhas. O casamento foi transmitido pela televisão. Embora tenham se separado após um ano, a divórcio só foi finalizado em 2006 após prolongadas disputas legais. Minnelli admitiu novamente sua dependência de álcool em 2009. Durante sua vida de casada, Liza fez diversos tratamentos para conseguir engravidar, mas não obteve êxito. Ela passou por reabilitação novamente em 2004 e 2015.
Em 2014, Liza Minnelli, junto com Lorna e Joey Luft, foi convidada do público na 86ª cerimônia do Oscar. O motivo foi o 75º aniversário de The Wizard of Oz. Em 2015, Minnelli mudou-se de sua residência de longa data em Nova York para Los Angeles. Em 2017, ela realizou duas sessões de chat ao vivo com seus fãs através da rede social Facebook. Ela também se apresentou no concerto de abertura do Pasadena Symphony and POPS Festival na Califórnia, um evento em sua homenagem.

### Carreira

#### 1946-1960: infância e adolescência
Em 1949, Liza Minnelli fez sua primeira aparição na tela pequena na sequência final do filme musical In the Good Old Summertime, contracenando com sua mãe e Van Johnson. Em 1952, ela estrelou o curta-metragem documentário Screen Snapshots 5854: Young Hollywood sobre os filhos de estrelas conhecidas de Hollywood. Ela também ficou no set de An American in Paris onde trabalhou com a filha de Gene Kelly jogando confete em uma cena de balé. De acordo com suas próprias lembranças, ela achou a filmagem "chata", mas ficou entusiasmada com as cenas de dança do filme. Na verdade , ela deveria desempenhar um pequeno papel na comédia familiar de Vincente Minnelli: Villa mit 100 HP (1954), mas as cenas com ela não foram usadas para a versão final do filme.
Inspirada pelos filmes de seu pai, e particularmente pela atuação de Fred Astaire em The Band Wagon (1953), o primeiro interesse artístico sério de Liza Minnelli foi a dança e, mais tarde, a patinação artística. Quando criança, ela recebeu aulas de dança do MGM- Coreógrafo Nico Charisse e fez sua estreia com Judy Garland no Palace Theatre de Nova York em 1956 como dançarina na música "Swanee" on. Em novembro de 1956, como parte da série Ford Star Jubilee, ela co-apresentou um programa de televisão com o ator Bert Lahr sobre o  Mágico de Oz , o filme de sucesso de Garland em 1939. Em abril de 1959, ela apareceu no especial de televisão de Gene Kelly  The Gene Kelly Show  para cantar a música  For Me e My Gal com ele dançam. Quando eles apresentaram os musicais Broadway  Gypsy: A Musical Fable (com Ethel Merman) e Bye Bye Birdie (com Dick Van Dyke e Chita Rivera) , tornou-se seu interesse pelo teatro foi despertado tanto que, em suas próprias palavras, ela "tinha que se tornar uma atriz". escolas diferentes e nunca se formou no ensino médio.

#### 1961–1964: Educação em Nova York, primeiras incursões na música e teatro
Em 1961, Liza Minnelli foi admitida na Fiorello H. LaGuardia High School em Nova York e, na primavera, fez audições malsucedidas em várias casas de teatro. Ela foi acompanhada por seu colega de classe Marvin Hamlisch, que se tornaria um de seus amigos e parceiros musicais por muitos anos. Ela ganhou suas primeiras experiências em três produções de teatro de verão no Cape Cod Melody Theatre em Hyannis, onde passou férias com sua família. No outono de 1961, ela transferiu-se para a Scarsdale High School, ao norte da Nova York, onde interpretou o papel-título na peça The Diary of Anne Frank em dezembro. O Scarsdale Inquirer chamou sua performance de "temperamental". Uma patrocinadora local organizou uma turnê europeia em julho e agosto de 1962 para o grupo de estudantes, com paradas em Roma, Atenas, Jerusalém e Amsterdã. Em 1962, a pedido de seus pais, ela se matriculou brevemente na Sorbonne em Paris, mas não se sentiu bem-aceita lá. No final de 1962, ela se mudou para Manhattan para um pequeno apartamento e começou a estudar atuação, dança e canto no Herbert Berghof Studio, onde foi ensinada por Uta Hagen. Em março de 1963, ela passou por uma seleção para uma adaptação Off-Broadway do musical Best Foot Forward, onde interpretou o papel coadjuvante da estudante universitária Ethel Hoffinger. Sua atuação recebeu críticas entusiásticas.
Aos 17 anos, ela assistiu a um concerto do cantor francês Charles Aznavour, um de seus futuros mentores musicais. Minnelli já havia feito suas primeiras gravações musicais em novembro ou dezembro de 1961, com a ajuda de Marvin Hamlisch, gravando as músicas "The Travelin’ Life", "At the Roxy Music Hall" e "It’s Just a Matter of Time" em uma fita demo como presente de Natal para sua mãe. Em fevereiro de 1963, ela gravou "You Are for Loving" e "What Do You Think I Am?" (ambas de Best Foot Forward) como seu primeiro single pela Cadence Records. O sucesso do álbum do elenco de Best Foot Forward levou a um contrato de gravação com a Capitol Records em maio de 1963, onde ela lançou três álbuns solo e vários singles nos próximos três anos. Ao contrário dos álbuns que continham canções de musical e padrões de jazz de compositores teatrais como Hammerstein, Sondheim, Rodgers, Lorenz Hart, Gershwin, Arlen e Porter, os singles se orientaram para a música pop atual. Segundo o biógrafo Scott Schechter, Minnelli gravou baladas sérias e canções engraçadas que, às vezes, tinham uma influência europeia ou latino-americana, eram muito contemporâneas e adequadas à idade da intérprete. Em novembro e dezembro de 1963, ela apareceu no popular programa de televisão The Judy Garland Show, onde cantou várias duetos com sua mãe e sua primeira canção conhecida You Are for Loving.
Em junho de 1964, Minnelli gravou seu primeiro álbum solo, Liza! Liza!, com arranjos de Peter Matz, que foi lançado em setembro. Marvin Hamlisch ajudou na escolha das músicas, e Minnelli gravou pela primeira vez a canção Maybe This Time da dupla Fred Ebb e John Kander, que foi incorporada ao filme musical Cabaret em 1971, mas não estava presente na versão teatral. Matz já havia trabalhado nos primeiros álbuns de Barbra Streisand, e Scott Schechter observa que os produtores da Capitol queriam transformar Minnelli em uma segunda Streisand, optando por standards. De fato, o crítico musical William Ruhlmann a chamou de "a irmãzinha de Barbra Streisand". Baladas alternaram-se com músicas de teatro up tempo (canções de musicais), nas quais Minnelli demonstrou seu talento de atuação em diferentes estados emocionais. Liza! Liza! permaneceu oito semanas na parada Billboard 200, chegando ao número 116, e recebeu elogios dos críticos como um "promissor álbum de estreia" (Cashbox), "impressionante", "encantador" e "maravilhosamente diversificado" (Record World). Em novembro de 1964, Minnelli fez dois shows conjuntos com Judy Garland no London Palladium. De acordo com as memórias de Minnelli, foi durante essas apresentações que ambas artistas se reconheceram mutuamente como intérpretes pela primeira vez. Exceto por algumas apresentações espontâneas entre 1956 e 1967, as apresentações no Palladium foram o único compromisso planejado de Minnelli com sua mãe.

#### 1965–1970: Avanço na Broadway e como cantora; Primeiro sucesso no cinema comSterile Cuckoo

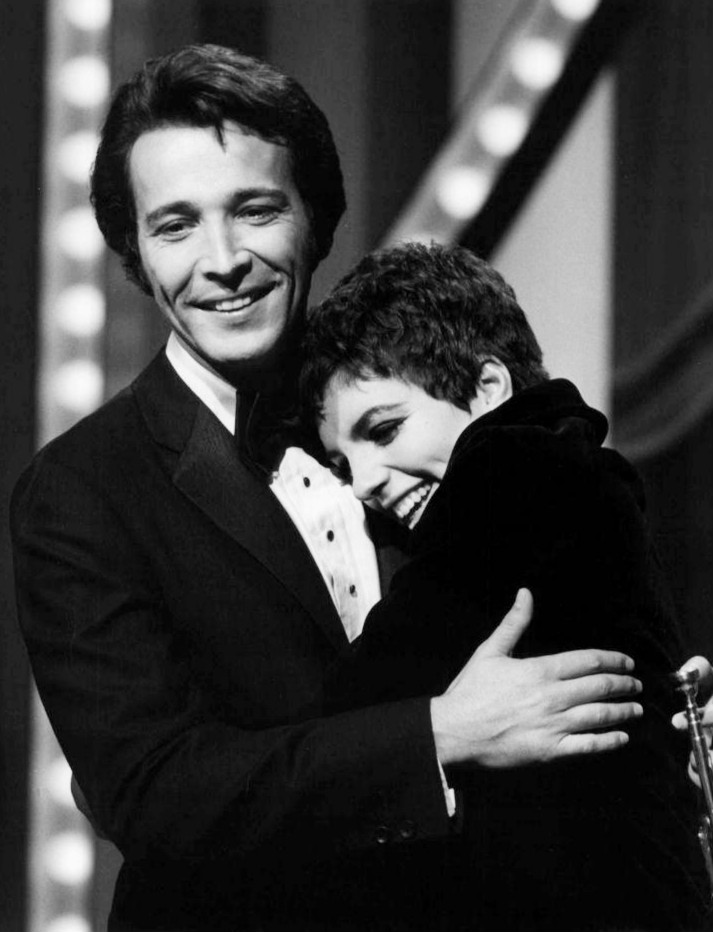
Herb Alpert e Liza Minnelli no The Hollywood Palace, em 1967.

Em maio de 1965, Minnelli participou do musical da Broadway Flora the Red Menace, dirigido por George Abbott, interpretando a personagem da jovem ilustradora de moda Flora Meszaros, que se apaixona por um comunista durante a Grande Depressão. Essa produção lançou as bases para sua colaboração de décadas com a dupla musical Kander/Ebb, que também estreou na Broadway e posteriormente escreveu, produziu ou dirigiu várias canções, programas de televisão e produções teatrais para Minnelli. Ela considera Fred Ebb seu compositor favorito por ter proporcionado sua expressão individual. Pela sua atuação em Flora the Red Menace, a então com 19 anos Minnelli recebeu um Tony Award, tornando-se a artista musical mais jovem a receber essa honraria. As críticas foram quase unanimemente positivas para ela, enquanto o musical em si teve avaliações menos favoráveis.
Em setembro de 1965, Liza Minnelli estreou como cantora em um clube noturno no Blue Room do Shoreham Hotel em Washington, D.C.. Tais performances em clubes, hotéis e cassinos se tornaram seu foco principal nos anos seguintes. Ela se apresentou em locais prestigiados em Las Vegas, Miami, Los Angeles, Nova Iorque e Londres, sentindo-se particularmente conectada a esse modo de entretenimento. Minnelli afirmou que suas primeiras apresentações em clubes noturnos moldaram significativamente sua trajetória artística. Apesar de se envolver em diversos projetos cinematográficos, teatrais e musicais, Minnelli acumulou a maioria de suas experiências como artista ao vivo. Após sua estreia em Washington, D.C., ela embarcou em uma turnê no outono de 1965 pelos Estados Unidos, Canadá, Londres e Paris. O repertório incluía várias canções de Kander e Ebb, além de outras músicas de teatro e pop. Minnelli continuou com esse programa até 1966, mantendo partes do material das canções até o início dos anos 1970. O Washington Daily News resumiu que "uma estrela nascera", descrevendo Minnelli como uma "jovem senhora animada e espirituosa, abençoada com uma grande voz e uma personalidade versátil", uma "artista extremamente talentosa e dinâmica", e uma "experiência emocionante". A noite de estreia de seu clube noturno foi considerada "uma das mais emocionantes na história do Shoreham Blue Room".

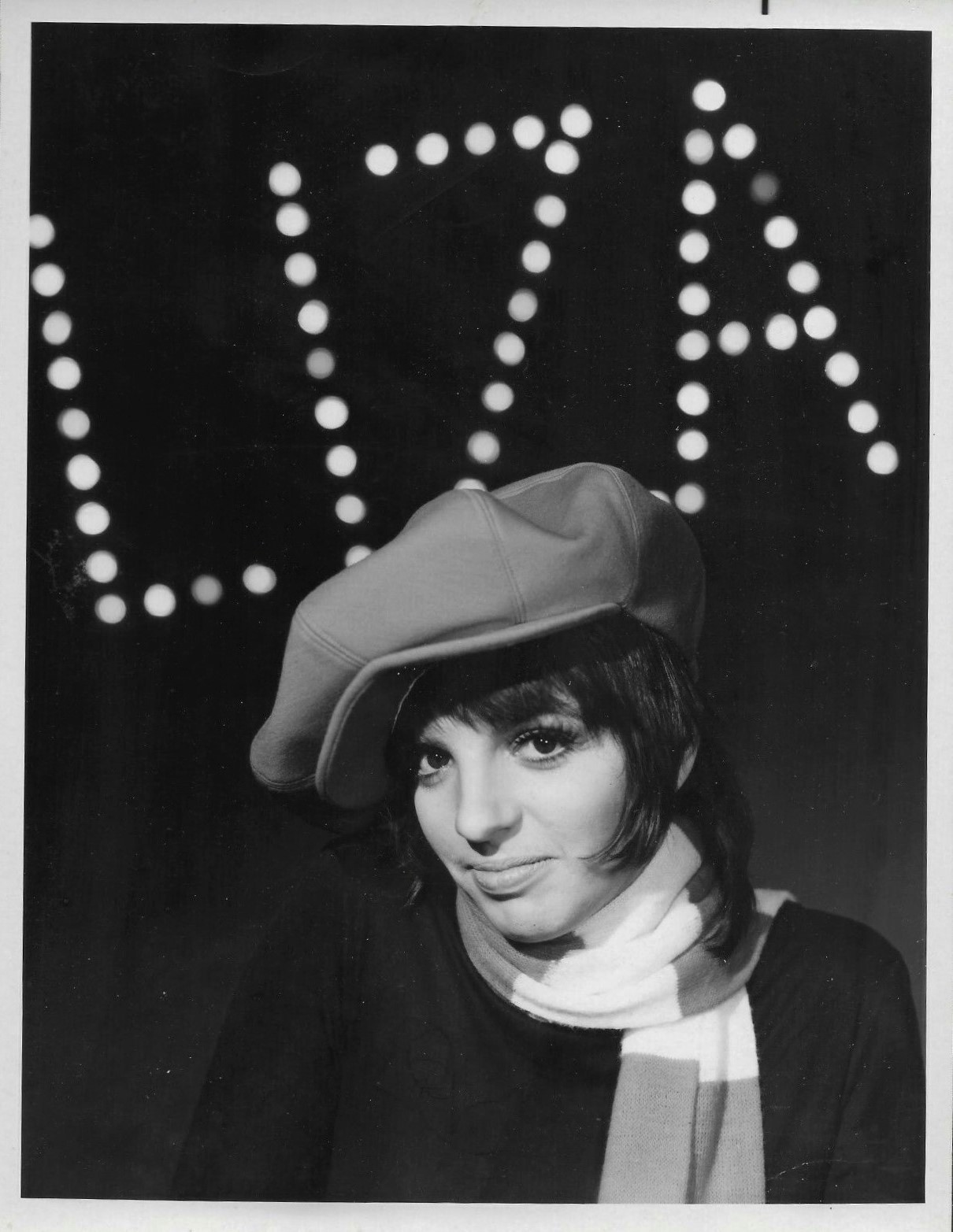
Foto de Liza Minnelli em 1970

Em 1968, Minnelli estrelou o filme The Sterile Cuckoo, baseado no romance homônimo de John Nichols. Sob a direção de Alan J. Pakula, ela interpretou "Pookie" Mary Ann Adams, que tem seu primeiro relacionamento romântico ao entrar na faculdade. A emocionalmente conturbada Pookie se apaixona por um colega estudante, resultando em uma dinâmica desafiadora. Impopular e extrovertida, Pookie busca se diferenciar dos outros, enquanto seu tímido namorado, em meio à busca por sua identidade, se esforça para não perder conexão com o grupo. Minnelli foi indicada ao Oscar por seu papel e recebeu excelentes críticas. A revista Life elogiou sua performance "divertida", "emocionante" e "perfeitamente interpretada", e o The Hollywood Reporter afirmou que o "romance frágil e engraçado de Minnelli entre calouros universitários era uma classe própria, e o show solo de Minnelli." Este filme contribuiu para a imagem cínica e rebelde de Minnelli, que se destacava da de sua mãe, que consistentemente retratou o papel da ingênua. A partir de junho de 1969, Minnelli trabalhou no filme de Otto Preminger Tell Me That You Love Me, Junie Moon, baseado no romance homônimo de Marjorie Kellogg. Como Junie Moon, ela interpretou uma das três excluídas sociais que navegam pela vida; o rosto de Junie é desfigurado por um ataque de ácido. As filmagens foram desafiadoras para Minnelli devido ao seu desconforto com o estilo de direção de Preminger, que diferia significativamente da abordagem contida e sensível de Pakula. Minnelli chegou a filmar uma cena nua no Cemitério Blue Hills em Braintree, em Massachusetts, o que resultou em uma queixa por contravenção por parte dos familiares dos lá sepultados. No ano seguinte, foi apresentado em Massachusetts um projeto de lei chamado "Projeto de Lei Liza Minnelli" com uma pena de seis meses de prisão e uma multa de $1,000 para quem filmasse em cemitérios sem permissão. Embora o filme não tenha tido sucesso, os críticos reconheceram a atuação de Minnelli, que atuou ao lado de sua madrinha Kay Thompson. No Festival de Cannes, a direção de Preminger foi indicada à Palma de Ouro.

#### 1971–1973:Cabaret;Liza with a ‘Z’

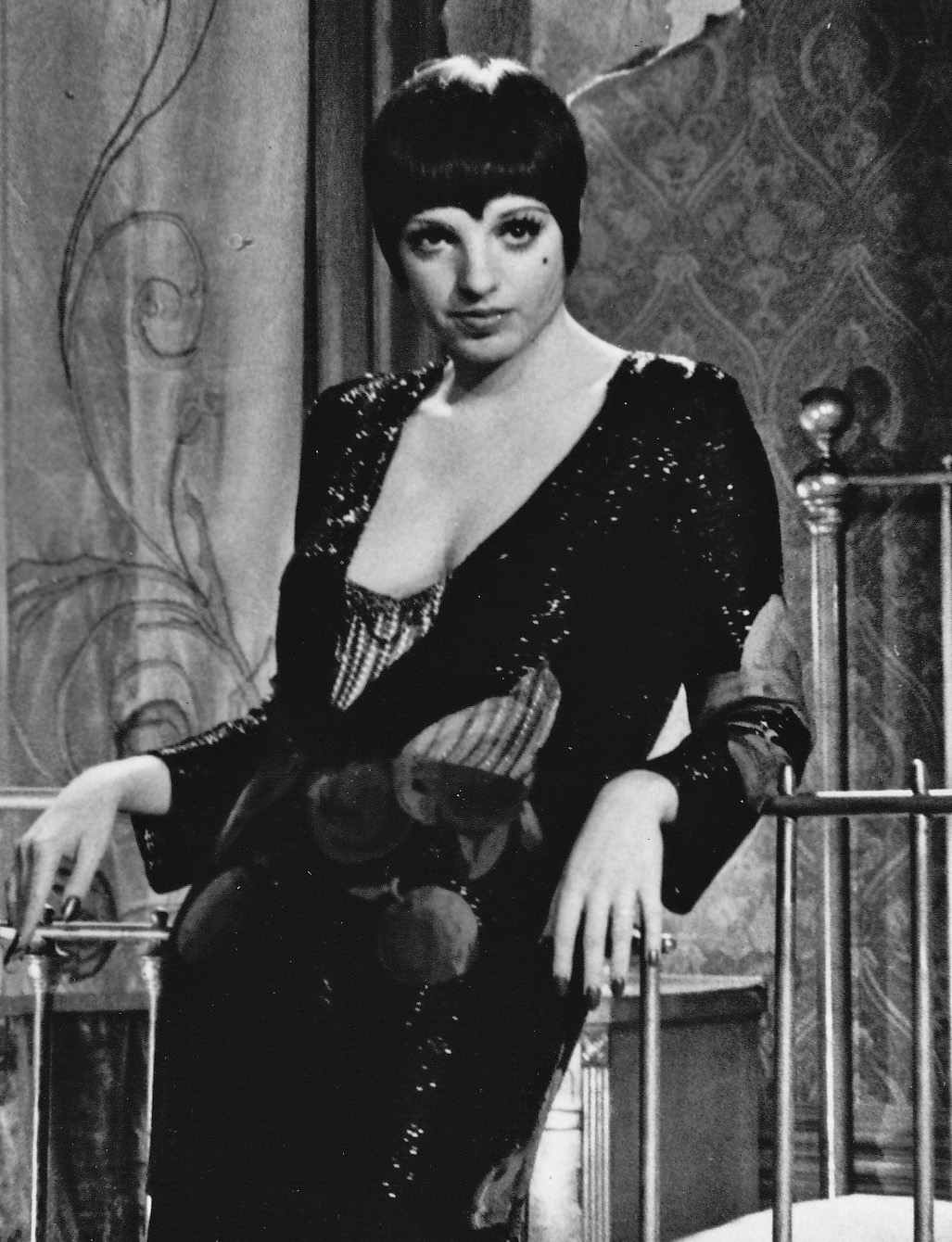
Foto de Liza Minnelli como Sally Bowles em Cabaret.

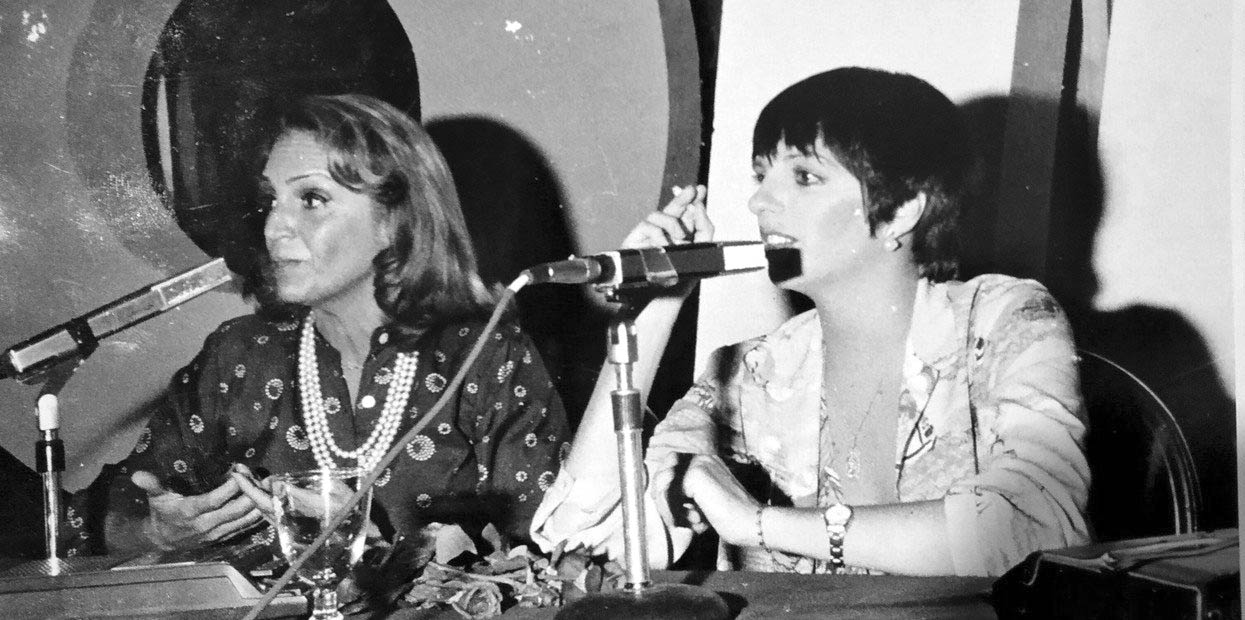
Foto de Liza Minnelli em 1972

De acordo com Scott Schechter, em 1966, Minnelli fez 20 audições para o papel da cantora de cabaré Sally Bowles no musical da Broadway Cabaret, baseado na peça de John van Druten I Am a Camera, adaptada de romances autobiográficos de Christopher Isherwood. No entanto, ela foi repetidamente rejeitada devido à preferência dos produtores por uma atriz britânica. Apesar disso, Minnelli acrescentou permanentemente a canção-título homônima ao seu repertório, cantando-a em apresentações em clubes noturnos, programas de televisão e concertos. Após os produtores do filme Cabaret testemunharem o concerto de Minnelli no Olympia de Paris em dezembro de 1969, eles escolheram escalá-la no papel principal.

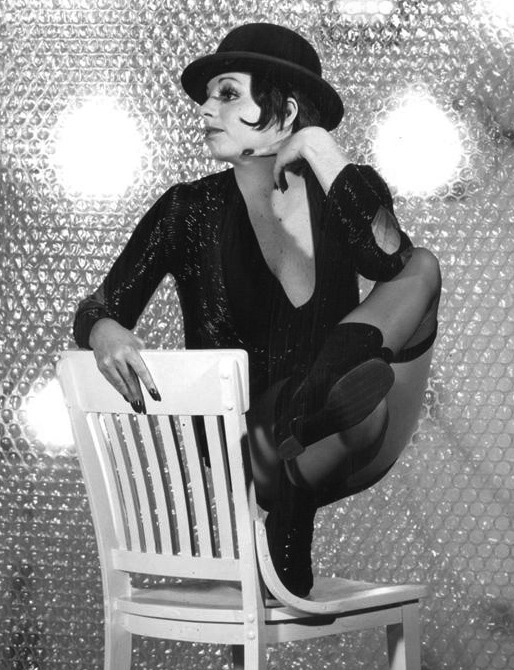
Liza Minnelli no especial Liza with a Z'.

Desde então, Minnelli tem sido associada a esse papel, ao qual ela também se sente pessoalmente ligada. Para se preparar para o papel, ela estudou fotografias das atrizes de cinema mudo Louise Glaum e Louise Brooks. Cabaret foi filmado de fevereiro a julho de 1971 em Munique com Michael York, Marisa Berenson, Helmut Griem, Fritz Wepper e Joel Grey. Grey reprisou o papel de Mestre de Cerimônias após sua apresentação na Broadway. A trama se desenrola na véspera da ascensão dos Nazistas em Berlim, em 1931. Um escritor inglês (York) muda-se para a pensão onde Sally Bowles, que se apresenta no cabaré Kit Kat Club e sonha com uma carreira de atriz, reside. Um triângulo amoroso condenado se desenvolve com um alemão rico (Griem). Ao contrário da versão teatral, o papel da proprietária da pensão, Fraulein Schneider, recua em favor da história de amor dos personagens interpretados por York e Minnelli. As músicas escritas por Fred Ebb e John Kander para o filme, incluindo "Mein Herr", "Money, Money" (um dueto com Joel Grey), "Maybe This Time" e "Cabaret", se tornaram as canções emblemáticas de Minnelli e continuam fazendo parte de seu repertório padrão até hoje. Pela sua atuação no filme, que recebeu um total de oito Oscars, Minnelli ganhou o Oscar de Melhor Atriz e outros prêmios internacionais de cinema. A revista Variety resumiu, afirmando que a versão cinematográfica do musical era "inusitadamente sofisticada, audaciosa, elegante, sensual, cínica e reconfortante," e "provocava uma reflexão perturbadora". O Daily News observou que Minnelli redefiniu o termo "estrela". A crítica de cinema Angela Errigo se referiu a Cabaret como "o único grande musical dos anos 70", no qual Fosse "encenou o esplendor frio de Berlim pecaminoso e sem alma da década de 1930", com "números musicais insolentes e eficazes e cortes nítidos entre o cabaré e o mundo exterior". O filme pertencia a Liza Minnelli, que dotou Sally Bowles, melancólica e de olhos arregalados, de uma vitalidade febril e corrupção fingida, conferindo ao filme "calor humano e fragilidade".
Inspirado pelo sucesso do filme, Fosse produziu o especial de televisão Liza with a ‘Z’. A Concert for Television com Minnelli em maio de 1972 para a NBC, como um filme de concerto diante de uma plateia de Nova Iorque, com música principalmente de Kander e Ebb. O título do programa foi derivado da canção "Liza with a ‘Z’" de Kander e Ebb, na qual Minnelli explica a pronúncia correta de seu nome: [lʌɪza] com um "S" sonoro. Minnelli, Fosse e Ebb foram honrados com um Emmy e receberam críticas elogiosas. Cabaret e Liza with a ‘Z’ elevaram Minnelli ao status de sensação midiática: Na mesma semana, ela se tornou a primeira personalidade a ser retratada nas capas da Newsweek e da Time. As trilhas sonoras de Cabaret e Liza with a ‘Z’ alcançaram ambas as 30 melhores posições nas paradas de álbuns da Billboard e receberam a certificação de Ouro.

#### 1974–1986: Mais Projetos Cinematográficos ApósCabaret; Retorno ao Teatro; Turnês de Concerto

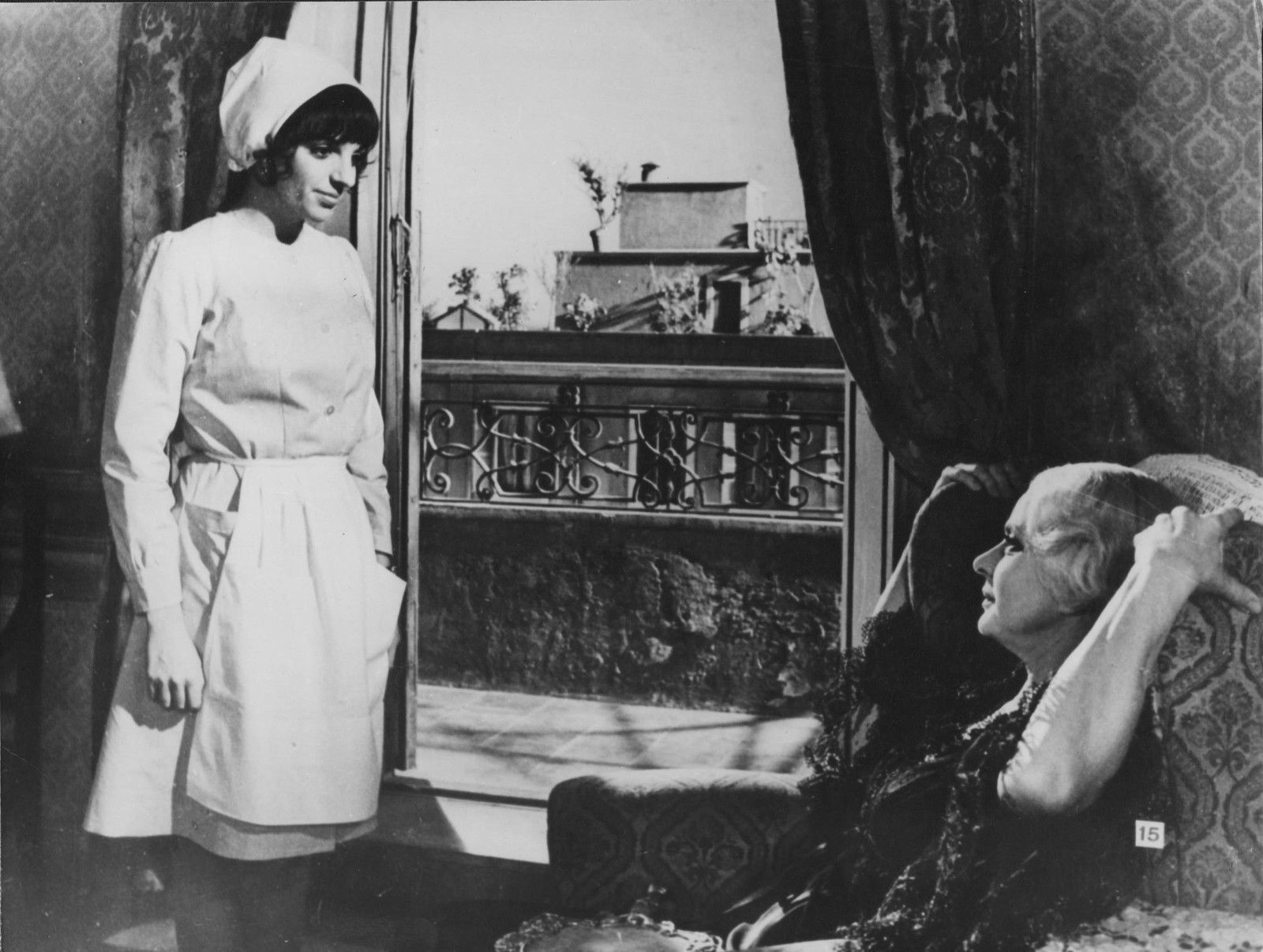
Liza Minnelli e Ingrid Bergman em cena do filme A Matter of Time, de 1976.

Após Cabaret, de acordo com Wendy Leigh, Minnelli teria rejeitado mais de 400 roteiros de filmes. De fato, houve uma série de projetos cinematográficos não realizados, incluindo remakes de A Dama das Camélias (1936) e How to Marry a Millionaire (1953), bem como a adaptação do romance O Grande Gatsby, que eventualmente teve Mia Farrow assumindo o papel principal feminino em 1974. A revista Photoplay especulou em 1972 que Vincente Minnelli estava planejando um filme sobre a vida de Judy Garland, com Liza Minnelli interpretando o papel de sua mãe. No entanto, tanto o pai quanto a filha afirmaram repetidamente que nunca realizariam tal projeto. Seus três próximos filmes após Cabaret não conseguiram cobrir seus altos custos de produção e foram amplamente rejeitados pela crítica. Em Lucky Lady (1975), de Stanley Donen, ela interpretou uma cantora de cabaré barata que, durante a Lei Seca, se une a um contrabandista de álcool (Gene Hackman) e a um bandido (Burt Reynolds) para enfrentar outra gangue de contrabandistas. Sob a direção de Vincente Minnelli, ela interpretou uma camareira em A Matter of Time (1976), vivendo as memórias de uma velha condessa (Ingrid Bergman). Ao lado de Robert De Niro, Minnelli interpretou uma cantora de Big Band que mais tarde se torna uma grande estrela em New York, New York (1977), dirigido por Martin Scorsese. Esses três filmes consecutivos de baixo desempenho paralisaram a carreira de Minnelli como estrela de cinema, como observou Scott Schechter. No entanto, a música "Theme from New York, New York", interpretada por Minnelli em New York, New York, se tornou muito conhecida e, na nova versão gravada por Frank Sinatra em setembro de 1979, tornou-se um sucesso mundial e uma espécie de hino não oficial para a cidade de Nova Iorque. Minnelli e Sinatra posteriormente apresentaram a música juntos em algumas ocasiões. Seu filme seguinte, a comédia romântica Arthur (1981), ao lado de Dudley Moore e John Gielgud, conseguiu tanto impressionar a crítica quanto superar seus custos, tornando-se o quarto filme de maior bilheteria nos cinemas americanos em 1981. Este foi considerado o retorno de Minnelli ao cinema. No entanto, seus projetos cinematográficos subsequentes, como Rent-a-Cop (1987), Arthur 2: On the Rocks (1988) e Stepping Out (1991), não tiveram muito impacto e foram ignorados ou mal avaliados pela crítica. O mesmo aconteceu com a maioria dos filmes para a televisão que Minnelli fez nas décadas de 1980 e 1990.
Em janeiro de 1974, após um bem-sucedido show de concerto na Broadway, Minnelli voltou ao palco do teatro, assumindo o papel de Roxie Hart na estreia do musical Chicago em agosto e setembro de 1975, substituindo a doente Gwen Verdon. Minnelli afirmou que nunca se divertiu tanto. Chicago foi a sua primeira atuação em um elenco de teatro desde Flora the Red Menace em 1965. Ela não queria que seu nome fosse exibido no cartaz, então apenas um painel anunciava que Minnelli estava "no show de hoje" interpretando o papel de Roxie. Embora os críticos não tivessem sido convidados, eles estavam interessados e elogiaram sua presença no palco, apesar de colegas afirmarem que ela "não havia interpretado perfeitamente".
Sua colaboração com Martin Scorsese continuou com The Act, um novo musical da Broadway de 1977. Escrito por George Furth, o musical deu a Minnelli o papel de Michelle Craig, uma estrela musical dos anos 1960 que planeja seu retorno como cantora de boate em Las Vegas. Conforme Scott Schechter explicou, The Act foi o único musical de Minnelli que nunca teve uma produção posterior com elenco diferente, pois estava tão ligado a ela. Além da atuação de Minnelli, que foi recompensada com um Tony Award, outros aspectos da produção e direção foram pouco elogiados. A inexperiência de Scorsese no teatro aumentou desnecessariamente os custos com figurinos e cenários, e a produção estava excessivamente focada na estrela principal. O público, no entanto, gostou do musical, que foi apresentado até 1º de julho de 1978 em 233 apresentações com casa sempre cheia. Der Spiegel comentou que as pessoas aparentemente não queriam o musical em si, mas sim ver Minnelli, que cantava quase todas as músicas sozinha, e sem ela The Act colapsava como um balão furado. A ex-"intérprete de personagens sutis" em Pookie estava "no limite entre a atuação e o show exagerado": a "superstar que canta e dança até a exaustão" estava sendo restringida pelo "enredo magro" em um "corset apertado". Outros críticos observaram que The Act era mais um concerto do que uma produção teatral, mas elogiaram Minnelli, que foi chamada de "fantástica" pelo New York Times Radio.

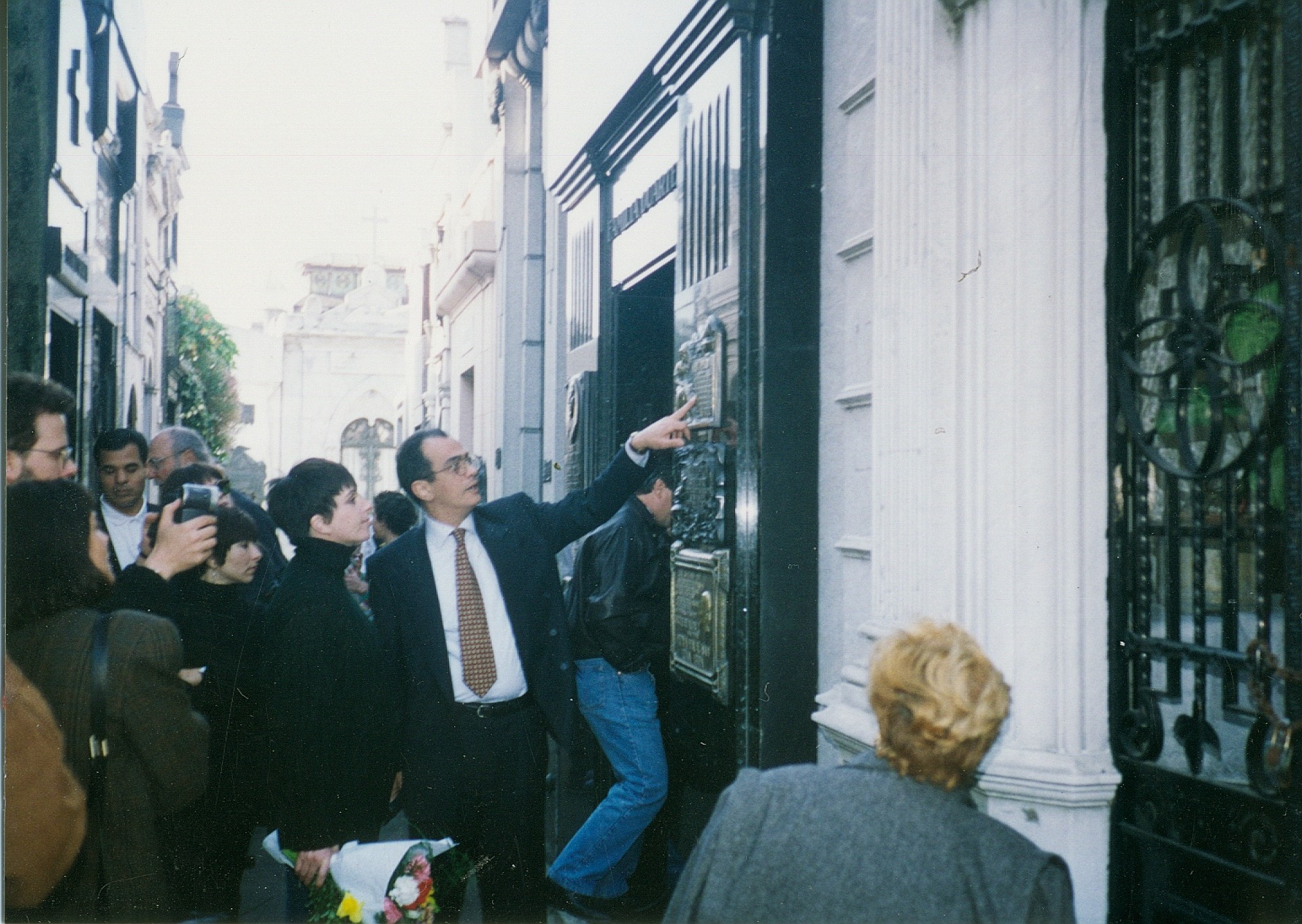
Liza Minnelli visitando o mausoléu de Eva Perón em Recoleta, agosto de 1993. No verão de 1982, ela foi considerada para o papel principal na adaptação cinematográfica do musical Evita.

Uma extensa turnê de concertos pela América do Norte e Europa, entre setembro de 1978 e novembro de 1979, rendeu excelentes críticas a Minnelli. Como parte da turnê, ela fez uma série de onze shows na Carnegie Hall em setembro de 1979, a mais longa residência de um artista até então. O biógrafo Schechter considera o álbum resultante, At Carnegie Hall, como um dos pontos altos de sua carreira musical. A recepção a seus shows em Nova Iorque foi entusiástica. A Variety declarou: "Minnelli é uma intérprete animada, dinâmica e poderosa, capaz de elevar uma plateia a novos patamares de apreciação [...]" e a listou entre os "melhores artistas de nossa época". Um de seus últimos concertos da turnê, realizado em Nova Orleans, foi gravado para um especial da HBO, rendendo novamente críticas positivas a Minnelli. Um especial da CBS em fevereiro de 1980 com Goldie Hawn (Goldie and Liza Together) recebeu críticas favoráveis, mas não teve uma audiência significativa. Por outro lado, Baryshnikov on Broadway, um especial do bailarino de balé russo Mikhail Baryshnikov, que recebeu quatro Emmys, no qual Minnelli interpretou um "guia turístico" da história dos musicais da Broadway, foi um sucesso estrondoso.

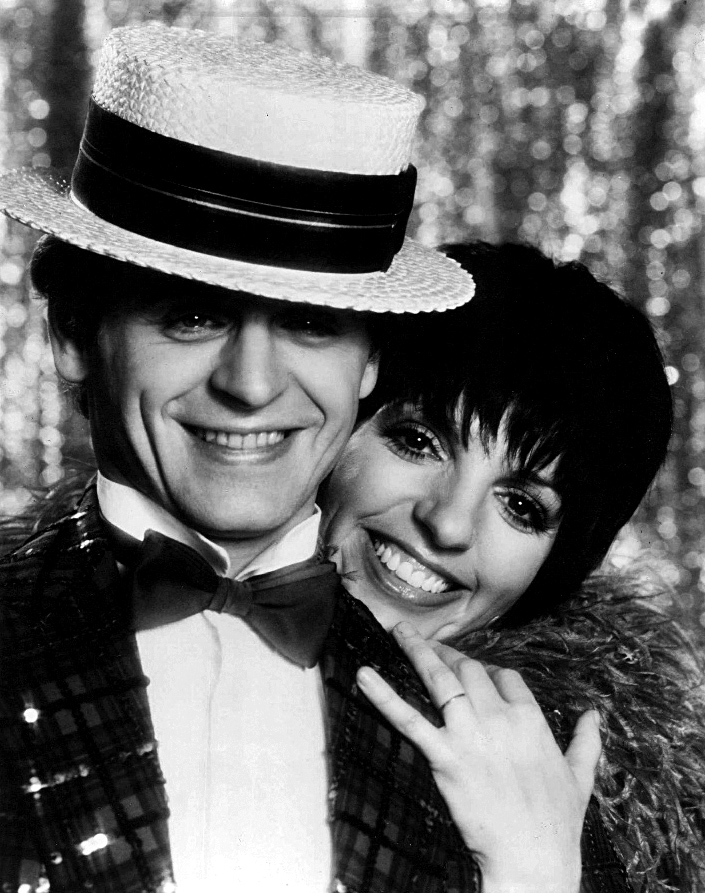
Foto de Mikhail Baryshnikov e Liza Minnelli no Baryshnikov on Broadway, de 1980

Em seu papel principal no musical da Broadway The Rink, escrito novamente por Fred Ebb e John Kander, que estreou em 9 de fevereiro de 1984 e teve mais de 200 apresentações até agosto, Minnelli recebeu críticas mistas a boas, assim como a produção em si. Ao lado de sua colega de Chicago, Chita Rivera, ela interpretou uma mãe e filha improváveis: Minnelli era uma ex-hippie rebelde que brigava com a mãe pelo controle de uma pista de patinação decadente. Minnelli saiu da produção em julho para fazer um tratamento de reabilitação no Betty Ford Center, sendo substituída por Stockard Channing. O interesse do público diminuiu após sua saída, e poucas semanas depois a produção foi encerrada. Depois de sua reabilitação, Minnelli realizou uma nova turnê de concertos pelos Estados Unidos de junho a novembro de 1985, que Schechter considerou seu verdadeiro retorno. No verão, ela interrompeu a turnê para filmar o drama da NBC Ein kurzes Leben lang, que retratava a história real da mãe de uma criança com distrofia muscular. Sua atuação rendeu a Minnelli um Globo de Ouro e elogios da imprensa.

#### 1987–2001: Retorno e Novos Projetos Musicais

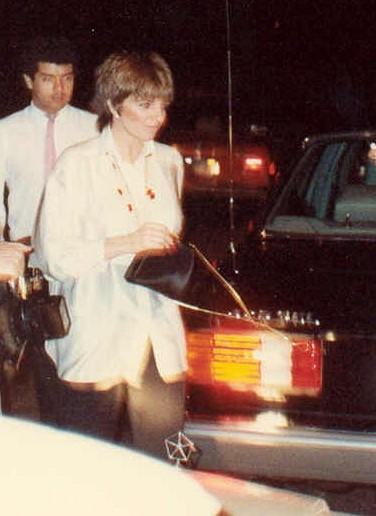
Foto de Liza Minnelli em 1988

Como um ponto alto na carreira de Minnelli, destaca-se sua residência de três semanas na Carnegie Hall, em Nova York, em maio e junho de 1987, que foi amplamente considerada um grande retorno pela mídia internacional. Ela quebrou seu próprio recorde de 1979 de shows esgotados, tornando-se a série de concertos mais longa da história do local, e recebeu críticas muito positivas. A Variety descreveu como um "retorno triunfal" e a Vanity Fair afirmou que Minnelli estava "de volta ao topo". O programa incluiu vários de seus famosos números musicais de Ebb e Kander, bem como outras músicas de palco e standards de jazz; Minnelli foi acompanhada por uma orquestra de 45 músicos. O álbum At Carnegie Hall alcançou a posição 156 nas paradas musicais e é considerado por Scott Schechter como sua melhor gravação de áudio. Isso foi seguido por uma turnê pelos Estados Unidos e Europa até dezembro de 1987.
Minnelli chamou a atenção em 1987/88 ao ser a porta-voz do perfume masculino Metropolis da Estée Lauder. Nesse papel, ela se apresentou em lojas de departamentos e gravou um comercial de TV no qual regravou a canção de Kander/Ebb City Lights (de The Act). A partir de setembro de 1988, ela embarcou na turnê The Ultimate Event junto com Frank Sinatra e Sammy Davis Jr. pelos Estados Unidos, Japão, Austrália e Europa, resultando em especiais de TV em alguns países. O programa incluiu diversos standards de jazz; Davis abriu o concerto, seguido por Minnelli, depois Sinatra, e finalmente, todos os três cantavam juntos e separadamente em um medley de seus próprios sucessos. Sinatra e Minnelli continuaram a turnê após a saída de Davis devido a problemas de saúde, até julho de 1990. Durante o compromisso de Ultimate Event em Londres na primavera de 1989, Minnelli gravou o álbum de música pop eletrônica Results para a EMI, uma de suas gravações mais incomuns, de acordo com Schechter. Ela buscou uma grande vitória musical e entrou em contato com os Pet Shop Boys através de seu então empresário Gene Simmons, que escreveram e produziram o álbum. As críticas ao álbum foram mistas. O single principal, Losing My Mind, foi um sucesso no top 10 no Reino Unido e também atingiu outras paradas europeias. Devido ao seu "contínuo impacto especial no mundo da música", Minnelli recebeu o Grammy Legend Award em 1989.

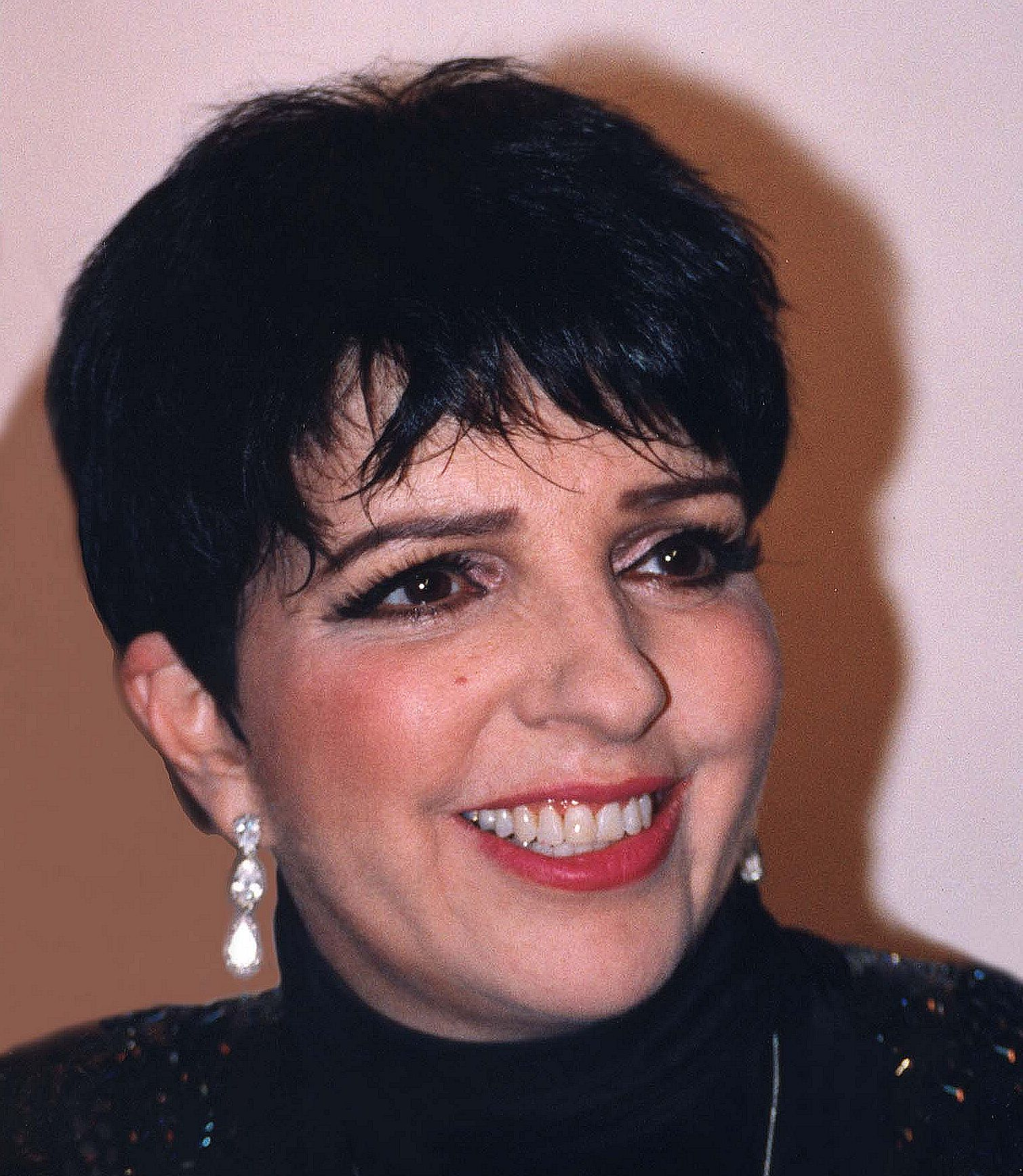
Liza Minneli no 80º aniversário de Lena Horne, Nova Iorque, em 1997.

Um de seus maiores sucessos ocorreu com sua série de concertos na Radio City Music Hall em abril e maio de 1991, seguida de outra turnê pelos Estados Unidos e Europa. Foi a série de concertos mais bem-sucedida comercialmente no local em 59 anos, tornando Minnelli a artista de palco mais bem paga do ano, antes mesmo dos Rolling Stones. A primeira metade do programa foi solo, com padrões musicais conhecidos; a segunda parte contou com cantoras e dançarinas da Broadway. O Newsday chamou o show de um "triunfo".. Em janeiro e fevereiro de 1992, Minnelli retornou ao local e esse segundo engajamento resultou no álbum ao vivo (Live from Radio City Music Hall), a gravação de áudio mais vendida de Minnelli, e um especial de TV com o mesmo título foi transmitido em dezembro. Em março de 1996, ela lançou o novo álbum de estúdio Gently, que, segundo Schechter, é um de seus álbuns mais conhecidos e marcantes, com uma abordagem "esfumaçada", "jazzy" e orquestral. O álbum alcançou a posição 156 nas paradas e foi indicado a um Grammy. Entre 1991 e 1996, Minnelli esteve quase continuamente em turnê.
Em janeiro de 1997, Minnelli assumiu o papel-título no musical da Broadway Victor/Victoria, substituindo Julie Andrews, que estava com problemas nas cordas vocais. Sua atuação foi avaliada de forma mista pela mídia, mas Victor/Victoria se tornou a produção mais bem-sucedida do mês em termos comerciais. Em sua análise, o crítico do The New York Times, Ben Brantley, escreveu: "cada uma de suas aparições no palco é percebida como uma vitória da resistência do show business sobre a fragilidade psíquica. Ela pede por amor de forma tão aberta e sincera, que parece absolutamente cruel não responder." Após Victor/Victoria, Minnelli também precisou passar por uma cirurgia nas cordas vocais, semelhante a Andrews, depois de sua substituição nas cinco últimas noites anunciadas com Minnelli no papel-título. Devido a essa operação, Minnelli fez apenas alguns concertos em 1997 e 1998 e investiu seu tempo na recuperação de sua voz, com o apoio de treinadores e médicos. Em dezembro de 1999, ela se apresentou no Teatro Palace da Broadway com o show Minnelli on Minnelli, uma homenagem aos musicais cinematográficos de seu pai. Uma turnê subsequente teve que ser cancelada pouco depois da Páscoa de 2000, por razões de saúde; Minnelli originalmente pretendia fazer uma turnê mundial de três anos com esse programa. Ela então tirou sua primeira licença oficial desde sua última reabilitação em 1985 e passou alguns meses se recuperando na Flórida. Após um colapso e diagnóstico de encefalite em outubro de 2000, Minnelli fez apenas algumas aparições públicas.

#### Desde 2002:Liza’s Back;Arrested Development;Liza’s at The Palace....

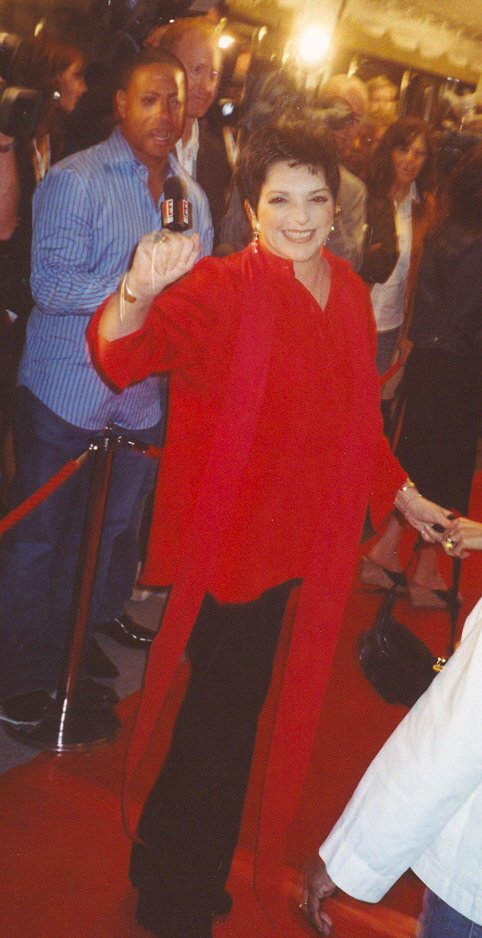
Foto de Liza Minnelli em 2005

Em janeiro de 2002, um novo programa de concerto intitulado Liza’s Back foi anunciado, com uma turnê correspondente que deveria começar na Royal Albert Hall, em Londres, em abril, mas que não se concretizou. Em junho, Minnelli fez uma apresentação esgotada no Beacon Theatre em Nova York por uma semana. O produtor foi David Gest, o quarto marido de Minnelli na época. Em outubro de 2002, ela lançou um álbum ao vivo chamado Liza's Back, baseado em gravações do Beacon Theatre. O biógrafo Schechter descreve Minnelli como "a celebridade mais falada e escrita do mundo" na primavera de 2002. As críticas a suas apresentações e ao álbum foram muito positivas. Desde então, ela tem feito turnês regularmente nos Estados Unidos e na Europa; em 2006, 2008 e 2009, Minnelli se apresentou em diversos concertos na Alemanha. Desde a morte de seu baterista e maestro de longa data Bill LaVorgna (1933–2007), o baterista Michael Berkowitz passou a conduzir a orquestra em suas apresentações.

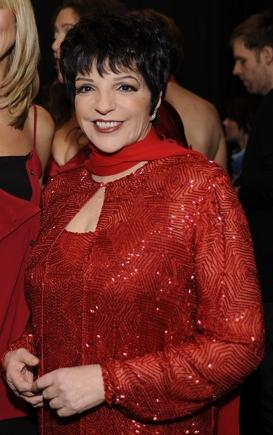
Foto de Liza Minnelli em 2008

Após seu casamento já transmitido na televisão e amplamente coberto pela mídia, Minnelli e Gest planejaram um reality show chamado (Liza and David) para o canal VH1, seguindo o exemplo do programa The Osbournes. Após vários dias de filmagem, o canal cancelou o projeto devido a "falta de cooperação". De 2003 a 2005, Minnelli interpretou Lucille Austero em dez episódios da série de televisão Arrested Development no canal FOX. Essa foi uma participação recorrente que lhe rendeu muita atenção da imprensa, e ela repetiu o papel quando a série foi retomada pelo serviço de streaming Netflix em 2013.
Com Liza’s at The Palace.... no Teatro Palace em Nova York, Minnelli retornou à Broadway com um programa de concerto de 3 de dezembro de 2008 a 4 de janeiro de 2009. Parte do show inicialmente programado para duas semanas foi dedicado à sua tia-avó Kay Thompson, que faleceu em 1998. No início de fevereiro de 2009, foi lançado o álbum de elenco da produção, que rendeu a Minnelli uma indicação ao Grammy. A produção ganhou um Tony Award em junho de 2009. No verão e outono de 2009, Minnelli apresentou seu novo programa em cinco concertos na Alemanha, bem como em Amsterdã, Paris e Austrália, recebendo críticas predominantemente positivas da imprensa. Em 21 de setembro de 2010, Minnelli lançou o álbum de estúdio Confessions pela Decca Records, no qual foi acompanhada principalmente por seu pianista Billy Stritch, além de uma seção rítmica em alguns momentos, interpretando 14 standards do Great American Songbook em um estilo de balada jazzística, incluindo músicas dos compositores Burton Lane, Frank Loesser, Arthur Schwartz e Ray Noble. Em outubro de 2011, Minnelli se apresentou no festival de música AVO Session em Basel; o concerto foi gravado para transmissão televisiva.
Nos anos 2010, Minnelli reduziu sua carga de trabalho e sua presença pública, concentrando-se em programas menores, em parte retrospectivos. Em 2012, ela se apresentou com Alan Cumming e em 2018 com Michael Feinstein, que se tornou seu acompanhante pessoal e musical. No início de 2018, ela atraiu a atenção quando leiloou numerosos itens de valor de sua propriedade da família. Na cerimônia de entrega do Oscar de 2022, ela fez uma de suas raras aparições públicas, entregando, sentada em uma cadeira de rodas, junto com Lady Gaga, o prêmio de Melhor Filme.

## Impacto e recepção

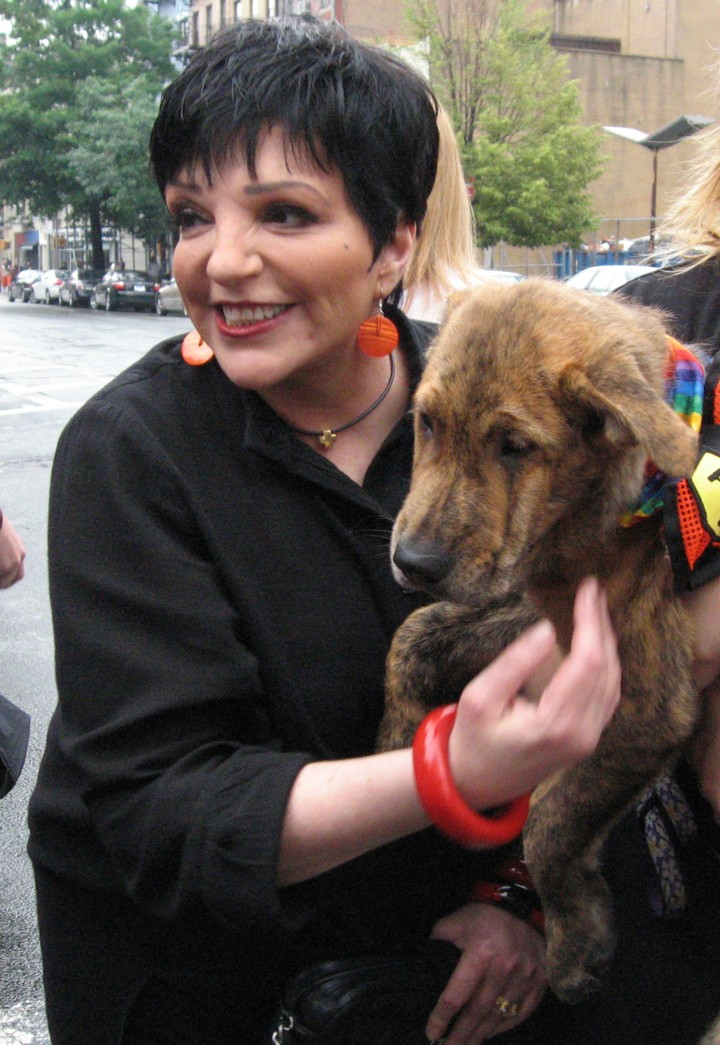
Imagem da atriz em 2006

### Aparência e recepção
Desde Cabaret, os cabelos escuros de Minnelli, seus olhos grandes e escuros, e seus cílios postiços se tornaram suas marcas registradas. Esse estilo dos anos 1930, inspirado na personagem Sally Bowles, foi grandemente influenciado pelas atrizes Louise Glaum e Louise Brooks. Seu estilo de moda foi particularmente influenciado pelo designer Halston nos anos 1970, e o designer Bob Mackie. Ambos criaram vários trajes de lantejoulas para as aparições públicas e shows de Minnelli.
Antes de Cabaret, Minnelli costumava usar cabelos longos até o início dos anos 1960, depois os cortou pela metade, e em 1966 optou por um corte curto. Desde então, ela variou esse estilo repetidamente; nos meados dos anos 1980, ela adotou o cabelo loiro por um curto período. Segundo Schechter, sua "cabeça de duende", cílios e sobrancelhas intensos e exuberantes, e seus trajes de lantejoulas se combinaram para criar o característico "look da Liza". Para o canal de televisão HSN, Minnelli projetou sua própria "Liza Collection", que foi lançada em junho de 2010.

### Personalidade no palco
Fred Ebb construiu a identidade no show business de Minnelli como uma lenda em ascensão, envolta na reputação de seus pais e, ao mesmo tempo, ansiosa para escapar dela. Essa identidade evoluiu através de Cabaret e Liza with a Z para um clichê fixo e auto-referencial, bem como um anacronismo. Com a ajuda do material de canções de Kander e Ebb, Minnelli se estilizou como uma sobrevivente. Músicas como Theme from New York, New York, Cabaret ou Maybe This Time são hinos exagerados de sobrevivência, empurrando a voz feminina cada vez mais para cima e exigindo da cantora uma corporeidade vocal acentuada. O canto necessário para interpretar essas músicas é um ato de autodeterminação. Através da superação literal do desafio físico desses números, a artista expressa sua vontade de sobreviver.
De acordo com o musicólogo James Leve, Ebb realizou seus desejos mais profundos e sua própria fantasia de estrelato através de Minnelli. Essa simbiose, comparada por Leve ao mito de Pigmaleão e Galateia, atendia ao desejo insaciável por aplausos de ambos. Ebb moldou a lenda de Minnelli como uma fusão única de talento e biografia, resistência e colapso. Seus textos, programas de palco e televisão criaram uma personalidade glamorosa no palco, cujo tom convocativo está presente durante a interação com a plateia.

### Escolha de papéis no cinema
Minnelli cresceu no ambiente cinematográfico do estúdio de Hollywood Metro-Goldwyn-Mayer e fez sua primeira aparição na tela quando criança em um filme da MGM (sem fala e sem pagamento). No entanto, ela não se tornou uma atriz infantil. Mesmo em seus primeiros papéis no cinema, após os 20 anos, ela evitou o possível clichê de papel como a "filha da Dorothy". Ela rejeitou várias ofertas da Disney para musicais leves e buscou cedo provar suas habilidades dramáticas fora do gênero musical. Originalmente, ela interpretava papéis como uma jovem desajeitada, em contraste com o glamour tradicional. Seus primeiros três filmes, Charlie Bubbles, The Sterile Cuckoo e Tell Me That You Love Me, Junie Moon, a apresentaram como uma adorável outsider, representando a juventude dos anos 1960 e o conflito geracional dos anos 1960, e também sugerindo temas da contra-cultura. O público viu a jovem Liza Minnelli como uma garota excêntrica que frequentava restaurantes elegantes, usando camisetas largas e jeans desbotados.
Nessa época, Minnelli era vista como uma rebelde juvenil. A aparição de uma rebelde como essa no filme Cabaret, que abordava temas como a bissexualidade e a decadência, a transformou em um ícone nos primeiros anos do movimento LGBT. Cabaret marcou um ponto de viragem. Minnelli se transformou na tela como Sally Bowles em uma femme fatale, criando um forte contraste com a girl next door que sua mãe sempre retratava. Depois disso, ela estrelou três filmes de entretenimento nos anos 1970, que se assemelhavam a versões desbotadas de Sally Bowles. Essas produções foram, artisticamente e/ou comercialmente, mal-sucedidas e encerraram a carreira de Minnelli como atriz de cinema notável. Como Leigh explora, Minnelli nunca foi capaz de comprar projetos de filme para si mesma ou dirigir seus próprios filmes.

### Público, seguidores e companheiros de jornada
Com suas aparições em filmes e musicais de palco, Minnelli chamou a atenção dos amantes do gênero. Após Cabaret, o estilo de Minnelli como Sally Bowles foi copiado por muitos artistas de travestismo. Assim como sua mãe, Minnelli desfruta de admiração na cena LGBT devido a seus papéis no cinema, suas amizades bem conhecidas com artistas bissexuais e homossexuais como Peter Allen, Andy Warhol e Roy Halston Frowick, bem como seu envolvimento social com a questão da AIDS. Por duas décadas, ela apoiou a organização IAHP (The Institutes for the Achievement of Human Potential) como membro do conselho e também se envolveu com a AmfAR (The American Foundation for AIDS Research). Em novembro de 1993, Minnelli lançou o single The Day After That, uma nova interpretação da música do musical Kiss of the Spider Woman, que ela gravou em inglês, espanhol e francês em comemoração ao Dia Mundial de Combate à AIDS. Parte da receita do single e do videoclipe foi destinada à AmfAR.
De dezembro de 1964 até a primavera de 1997, existiu o fã-clube oficial Limelight on Liza. Ele foi inicialmente liderado por Nancy Barr como presidente do clube até 1976, depois por Suzan Meyer. Desde o término do clube, a internet se tornou o principal ponto de encontro para fãs. Em maio de 1998, o grupo de e-mail love_liza foi fundado, tornando-se o maior grupo de discussão sobre Minnelli desde então. Em fevereiro de 2003, surgiu TheLizaMinnelliFanClub, que também oferece visões gerais detalhadas e atualizações sobre o trabalho de Minnelli. Entre os defensores de Minnelli na imprensa especializada em entretenimento estão os jornalistas Clive Barnes, Robert Osborne e Liz Smith.
Além de Peter Matz, Aznavour, Ebb e Kander, outros colaboradores musicais foram Marvin Hamlisch, que apoiou a seleção de músicas para seus primeiros shows solo na década de 1960; Peter Allen, que a ajudou em seu desenvolvimento vocal, negociações com agências e na concepção de seus programas de palco, no final dos anos 1960; o músico de pop/rock Rex Kramer e seu grupo Bojangles, por volta de 1970; Bill LaVorgna, baterista e regente de sua banda a partir de 1976; desde o início dos anos 1990, o pianista Billy Stritch, que também co-produziu vários de seus álbuns; Johnny Rodgers no final dos anos 2000; e, desde meados dos anos 2010, Michael Feinstein. Minnelli estudou dança com Martha Graham, e o dançarino de jazz Eugene Louis "Luigi" Faccuito atuou como seu treinador por décadas até sua morte em 2015. Sua instrução vocal foi conduzida por Angela Bacari. O designer Joe Eula criou o primeiro "logotipo da Liza" em 1970, e desde então fez ilustrações para a maioria dos programas de concerto e capas de álbuns de Minnelli.

### Imagem e significado cultural
Minnelli, de acordo com seu biógrafo Scott Schechter, é "famosa desde o nascimento" e, segundo Wendy Leigh, ela "nunca poderia viver sem o show business". Schechter argumenta que a origem de Minnelli é a razão pela qual a mídia focou mais em sua vida privada, como problemas de saúde, do que em seu trabalho. Em relação a isso, o colunista do Hollywood Reporter, Robert Osborne, acredita que a atenção dada à "vida dela nas colunas de fofoca e nos tabloides" "tristemente e injustamente eclipsou [seu trabalho]". Em 1974, Fred Astaire afirmou no filme Das gibt’s nie wieder – That’s Entertainment: "Se Hollywood fosse uma monarquia, Liza seria nossa princesa herdeira". Na década de 1970, a mídia atribuía a Minnelli o papel de herdeira de uma suposta dinastia de Hollywood, o que gerou uma tensão entre o orgulho de Minnelli por seu legado e seu desejo de desenvolver uma identidade individual distinta. Sua busca por uma identidade separada de sua herança familiar se alinhou com sua distância do glamour tradicional das estrelas. Segundo Leigh, "a princesa de Hollywood parece ser muito mais amada na Broadway do que na fábrica de sonhos de sua cidade natal. A câmera nunca amou Liza irrestritamente, e ela não conseguiu se estabelecer definitivamente como uma estrela de cinema".
A carreira de Minnelli é marcada por sua atuação como cantora de concertos e artista de entretenimento ao vivo, em vez de produções cinematográficas e musicais. Desde 1965, Minnelli fez turnês mundiais quase todos os anos. Ela é considerada intérprete do Great American Songbook, mas também se aproximou da música pop contemporânea com várias gravações. Nos anos 1960 e 1970, ela regravou diversos sucessos de cantores-compositores conhecidos e lançou o álbum pop moderno Results em 1989. Já os álbuns Gently (1996) e Confessions (2010) a mostram interpretando antigas baladas de jazz. Leigh lamenta que Minnelli seja criticada por estar "muito presa ao passado" e "às canções meio autobiográficas de Kander e Ebb", afirmando que ela não é "musicalmente moderna o suficiente para entrar nas paradas". Na França, ela recebeu o apelido de "la petite Piaf américaine" em referência a Édith Piaf.
Liza Minnelli não se considera uma boa cantora, mas sim uma "atriz na música" que deseja interpretar suas canções. Essa abordagem foi apoiada por seu amigo pessoal e mentor Charles Aznavour. Ele a ensinou várias nuances na fraseologia e escreveu várias canções para ela ao longo dos anos, incluindo "There Is a Time" (1966) e "Sailor Boys" (1988). As performances ao vivo de Minnelli se destacam não apenas por sua enérgica presença no palco, mas também pelo desejo de emocionar o público e transmitir sentimentos. Ela vê isso como uma forma de diálogo com o público - "essa é a melhor forma de tênis que conheço", diz ela. Até Meryl Streep ficou impressionada com o vínculo emocional de Minnelli com o público, quando a viu no musical The Act. Freddie Mercury a chamou de inspiração estilística, e artistas como Madonna, Lady Gaga e Kylie Minogue se inspiraram na música e presença de palco de Minnelli.

## Filmografia[1]
- 1949 - In the Good Old Summertime
- 1954 - The Long, Long Trailer (cenas apagadas)
- 1967 - Charlie Bubbles (br: Charlie Bubbles, a máscara e o rosto)
- 1969 - The Sterile Cuckoo (br: Os anos verdes)
- 1970 - Tell Me That You Love Me, Junie Moon
- 1972 - Cabaret (br: Cabaret — pt: Cabaret, adeus Berlim)
- 1974 - Just One More Time
- 1974 - That's Entertainment! (br: Era uma vez em Hollywood — pt: Isto é o espetáculo) (narração)
- 1974 - Journey Back to Oz (voz - filmado em 1964)
- 1975 - Lucky Lady
- 1976 - A Matter of Time
- 1977 - New York, New York
- 1981 - Arthur (br: Arthur - O milionário sedutor)
- 1985 - That's Dancing! (narração)
- 1987 - Pinocchio and the Emperor of the Night (voz)
- 1987 - Rent-A-Cop
- 1988 - Arthur 2: On the Rocks
- 1991 - Stepping Out
- 1991 - The Freddie Mercury Tribute Concert
- 1994 - A Century of Cinema (documentário)
- 1995 - Unzipped (documentário)
- 2006 - The Oh in Ohio
- 2009 - Drop Dead Diva
- 2010 - Sex and the City 2

## Discografia[1]
Álbuns de estúdio
- 1964 - Liza! Liza!
- 1965 - It Amazes Me
- 1966 - There Is A Time
- 1968 - Liza Minnelli
- 1969 - Come Saturday Morning
- 1970 - New Feelin'
- 1973 - The Singer
- 1977 - Tropical Nights
- 1989 - Results
- 1996 - Gently
- 2009 - Liza At The Palace....
- 2010 - Confessions

Álbuns Ao Vivo
- 1965 - Live at the London Palladium
- 1972 - Live at the Olympia in Paris
- 1974 - Live at the Winter Garden
- 1981 - Live at Carnegie Hall
- 1987 - At Carnegie Hall
- 1992 - Live from Radio City Music Hall
- 1995 - Paris — Palais des Congrès: Intégrale du spectacle
- 2000 - Minnelli on Minnelli: Live at the Palace
- 2002 - Liza's Back

Coletâneas
- 1973 - The Liza Minnelli Foursider
- 1982 - Liza Minnelli
- 1995 - The Collection
- 1997 - A Touch Of Class
- 1998 - It Was a Good Time: The Best of Judy Garland & Liza Minnelli
- 1999 - All That Jazz
- 2000 - 16 Biggest Hits
- 2001 - 20th Century Masters: The Millennium Collection: Best of Liza Minnelli[184]
- 2001 - The Capitol Years
- 2001 - Ultimate Collection
- 2002 - Life Is a Cabaret! - The Very Best of Liza Minnelli
- 2004 - The Best of Liza Minnelli
- 2004 - When It Comes Down To It.......1968-1977
- 2005 - Say Liza
- 2006 - The Complete Capitol Collection
- 2008 - The Complete A&M Recordings
- 2009 - Finest
- 2010 - Cabaret... And All That Jazz: The Liza Minnelli Anthology

Trilhas sonoras de filmes e especiais
- 1963 - Best Foot Forward
- 1965 - Flora the Red Menace
- 1966 - The Dangerous Christmas of Red Riding Hood
- 1972 - Cabaret
- 1972 - Liza with a Z
- 1975 - Lucky Lady
- 1976 - A Matter of Time
- 1977 - New York, New York (Original Motion Picture Score)
- 1978 - The Act
- 1984 - The Rink
- 1991 - Stepping Out
- 1995 - Music from The Life: A New Musical
- 2010 - Sex and the City 2
- 2006 - The Black Parade

## Principais prêmios e indicações[1]
- Oscar
- Indicada na categoria de Melhor Atriz por The Sterile Cuckoo em 1970.
- Venceu na categoria de Melhor Atriz por Cabaret em 1973.
- Emmy
- Venceu na categoria de Melhor Especial de Variedades, Música ou Comédia por Liza with Z em 1973.
- Globo de Ouro
- Venceu na categoria de Melhor Atriz - Comédia ou Musical por Cabaret em 1973.
- Venceu na categoria de Melhor atriz em telessérie ou telefilme por A Time to Live em 1985.
- BAFTA
- Venceu na categoria de Melhor Atriz por Cabaret em 1973.

### Literatura
- Michael Freedland: Liza with a ‘Z’. A biography of Liza Minnelli. Robson Press 1988, ISBN 0-491-03207-2.
  - deutsche Ausgabe: Liza Minnelli. Ihre Filme – ihr Leben. Heyne Filmbibliothek, München 1990, ISBN 3-453-04627-7.
- Wendy Leigh: Liza: Born a Star. A Biography. Dutton, New York City 1993, ISBN 0-525-93515-0.
  - deutsche Ausgabe: Liza. Das Leben der Liza Minnelli. Quadriga-Verlag, Weinheim / Berlin 1995, ISBN 3-88679-229-3.
- Scott Schechter: The Liza Minnelli Scrapbook. Citadel, New York City 2004, ISBN 0-8065-2611-4.